# Баћовић
Баћовић је српскохрватско презиме. Познати људи са овим презименом су:
- Петар Баћовић (1898–1945), четнички вођа
- Симо Баћовић (1828–1911), војвода